# Paola Cappellaro
Pour les articles homonymes, voir Cappellaro.
Paola Cappellaro est une ingénieure italo-américaine qui est professeure de sciences et d'ingénierie nucléaires au Massachusetts Institute of Technology. Ses recherches portent sur la résonance paramagnétique électronique, la résonance magnétique nucléaire et le traitement de l'information quantique. Elle dirige le MIT Quantum Engineering Group au Center for Ultracold Atoms.

## Formation
Cappellaro est née en Italie. Elle a fréquenté l'École polytechnique de Milan, où elle s'est spécialisée en génie nucléaire. Elle a fait partie d'un programme de master commun avec l'École centrale Paris, dont elle sort diplômée en 2000. Cappellaro a déménagé aux États-Unis pour ses études supérieures, où elle a travaillé aux côtés de David Cory (en) sur le calcul quantique. En 2006, Cappellaro a obtenu son doctorat au Massachusetts Institute of Technology (MIT), avec une thèse intitulée « Quantum information processing in multi-spin systems ». Son doctorat portait sur le transfert d'état quantique dans les chaînes de spin, en utilisant des approches magnétiques pour comprendre et explorer la dynamique de transfert de spin. Elle a complété sa formation postdoctorale à l'Institute for Theoretical Atomic, Molecular and Optical Physics (en) de l'Université Harvard .

## Recherche et carrière
En 2009, Cappellaro est retournée au Massachusetts Institute of Technology, où elle a été nommée professeure adjointe. Elle dirige le groupe d'ingénierie quantique du MIT au Center for Ultracold Atoms. Cappellaro a développé de nouvelles techniques de contrôle pour les qubits de spin électroniques et nucléaires. Elle a réalisé les premiers magnétomètres à base de diamant du centre azote-lacune. Elle a été pionnière dans l'utilisation de la résonance magnétique nucléaire pour comprendre la propagation des excitations de spin le long d'une chaîne de spins en interaction.
En 2020, Cappellaro a démontré qu'il est possible d'utiliser les qubits de vacance d'azote (nitrogen-vacancy, NV) dans le diamant pour effectuer des opérations quantiques. Ces NV sont des défauts qui peuvent être manipulés par des ondes électromagnétiques, et répondent en émettant de la lumière pouvant véhiculer des informations quantiques. Ces centres NV sont généralement entourés d'autres défauts de "spin", qui ont des propriétés de spin inconnues. Lorsqu'un qubit NV interagit avec un défaut de spin, il perd son état cohérent et ne peut plus effectuer d'opérations quantiques. Comme les qubits NV peuvent être identifiés et contrôlés à l'aide d'impulsions micro-ondes, ils peuvent être utilisés pour sonder leurs environnements proches. Les impulsions micro-ondes subséquentes et les champs magnétiques appliqués peuvent exciter par résonance des défauts de spin à proximité, révélant finalement leur emplacement. Cappellaro a montré que ces défauts peuvent ensuite être exploités en tant que qubits supplémentaires, qui peuvent être brièvement intriqués les uns avec les autres pour obtenir un état quantique cohérent. Ceux-ci se manifestent par des pointes dans les spectres de résonance. Cappellaro a mesuré les spins de ces défauts en utilisant la résonance de spin électronique.
Cappellaro est professeure KEPCO de sciences et d'ingénierie nucléaires et professeure de physique au MIT.

## Récompenses et honneurs
- 2004 Bourse Manson Benedict[9]
- 2012 Prix du jeune chercheur du Laboratoire de recherche de l'Armée de l'Air[10]
- 2013 Chaire Edgerton[11]
- 2020 Prix de l'engagement[4]

## Publications (sélection)
- (en) J R Maze, P L Stanwix, J S Hodges, S Hong, J M Taylor, P Cappellaro, L Jiang, M V Gurudev Dutt, E Togan, A S Zibrov, A Yacoby, R L Walsworth et M D Lukin, « Nanoscale magnetic sensing with an individual electronic spin in diamond », Nature, NPG et Springer Science+Business Media, vol. 455, no 7213,‎ 1er octobre 2008, p. 644-647 (ISSN 1476-4687 et 0028-0836, OCLC 01586310, PMID 18833275, DOI 10.1038/NATURE07279).
- (en) J. M. Taylor, P. Cappellaro, L. Childress, L. Jiang, D. Budker, P. R. Hemmer, A. Yacoby, R. Walsworth et M. D. Lukin, « High-sensitivity diamond magnetometer with nanoscale resolution », Nature Physics, NPG, vol. 4, no 10,‎ 14 septembre 2008, p. 810-816 (ISSN 1745-2473 et 1745-2481, OCLC 61856917, DOI 10.1038/NPHYS1075, arXiv 0805.1367).
- (en) P. Rabl, P. Cappellaro, M. V. Gurudev Dutt, L. Jiang, J. R. Maze et M. D. Lukin, « Strong magnetic coupling between an electronic spin qubit and a mechanical resonator », Physical Review B, Ridge, APS, vol. 79, no 4,‎ 8 janvier 2009 (ISSN 0163-1829, 2469-9950, 2469-9969, 0556-2805 et 2469-9977, OCLC 932211276, DOI 10.1103/PHYSREVB.79.041302, arXiv 0806.3606).